# Загидуллов, Марат Фаридович
Мара́т Фари́дович Загиду́ллов (5 июня 1974, Казань, Татарская АССР, РСФСР, СССР) — российский чиновник и инвестор, депутат Государственной Думы пятого созыва (2007—2011) от фракции «Единая Россия», бывший городской управляющий Казани, совладелец научно-производственной фирмы «Поток Интер».

## Образование
В 1991 году окончил школу № 131 г. Казани (ныне — физико-математический лицей).
В 1991—1996 годах учился в Калифорнийском университете в Лос-Анджелесе на факультете международной экономики и финансов. Затем окончил Московский государственный университет экономики, статистики и информатики по специальности «Финансы и кредит» и Академию народного хозяйства при Правительстве РФ (мастер делового администрирования).
В апреле 2006 года аппаратом Казанской городской думы был распространён пресс-релиз, в котором сообщалось, что «Марат Загидуллов имеет три диплома о высшем образовании, в том числе диплом Калифорнийского университета в Лос-Анджелесе». Однако, после расследования казанского журналиста Ирека Муртазина, в котором он пришёл к выводу о том, что Марат Загидуллов был отчислен из Калифорнийского университета, на официальном сайте исполкома в биографию Загидуллова была внесена поправка: вместо «закончил Калифорнийский университет» написали «учился в Калифорнийском университете».

## Карьера[1]
В 1996 году стал генеральным директором финансового дома «Русь», принадлежащего его дяде Рафаэлю Гималову.
С 1998 по 1999 год — исполнительный директор Центральной топливной компании.
В 2000 году назначен начальником Управления имущества финансово-кредитных, страховых и внешнеэкономических организаций Министерства имущественных отношений РФ. Через два года после назначения квартира Загидуллова была ограблена, был нанесён существенный ущерб:
У некоторых высоких чиновников немало ценностей можно обнаружить и на съёмных квартирах. 25 февраля 2002 года 27-летний начальник управления Госкомимущества РФ Марат Загидуллов заявил, что в 5.30 утра в его съёмную квартиру на Большой Дорогомиловской улице проникли пятеро неизвестных в спортивной одежде, которые сломали замок, связали сонного квартиранта и похитили у него 6000 долларов, телевизор «Пионер», кашемировую куртку, норковую шубу, видеомагнитофон «Панасоник», проигрыватель CD‑дисков «Сони», наручные часы «Картье», видео-камеру «Сони», кожаную куртку и скрылись. Общий материальный ущерб составил 3,6 млн рублей!

С 2004 года — советник президента «Транскредитбанка», первый заместитель генерального директора ОАО «Мотовилихинские заводы», председатель совета директоров впоследствии обанкротившегося Эконацбанка.
С 2005 года — председатель совета директоров СИБИНТЕКа.
В 2006 году возглавил исполком муниципального образования города Казани.
В период с 2007 по 2011 год был депутатом Государственной думы в составе федерального списка кандидатов партии «Единая Россия».

## Городской управляющий Казани
В бытность управляющим Казани организовал закупку почти 800 китайских автобусов для пополнения автопарка общественного транспорта города через сеть посреднических фирм, обеспечивших рост закупочной цены в несколько раз по сравнению с ценой производителя. Уже через несколько лет городскими властями было принято решение полностью избавиться от данных автобусов из-за частых поломок и отсутствия запчастей.
Компания «Сибинтек», долю в которой Загидуллов выкупил у ЮКОСа до вступления в должность городского управляющего Казани, стала исполнителем крупнейших ИТ-программ возглавляемой им казанской мэрии.

## Уголовное дело
В 2013 году гендиректор ОАО «Мотовилихинские заводы» Николай Бухвалов обратился в Следственный комитет Российской Федерации с просьбой дать правовую оценку действиям бывшего акционера Марата Загидуллова. По версии заявителя, осуществляя с 2002 по 2009 год руководство предприятием, он, действуя совместно с другими лицами, нанёс ОАО ущерб более 1,268 млрд руб. путём выдачи ряду юридических лиц займов, которые впоследствии не были возвращены.
Вскоре после этого было возбуждено уголовное дело по факту причинения имущественного ущерба ОАО «Мотовилихинские заводы».
Однако, в ноябре 2014 года уголовное дело было прекращено «в связи с отсутствием состава преступления в действиях фигурантов».
В 2024 году Генеральная прокуратура РФ подала иск на Загидуллова  и других бывших акционеров "Мотовилихи" о взыскании с них 3,8 миллиардов рублей, первое заседание состоялось 5-го июня. Прокурор обвинил их в выводе сотен миллионов рублей из предприятия, что привело к его банкротству. 11 июля суд удовлетворил иск, на имущество Загидуллова был наложен арест. 

## Инвестиции
Осуществлял инвестиции в системного интегратора «Сибинтек», систему моментальных платежей Qiwi India, рекламный бизнес в социальных сетях. Инвестиционную деятельность Загидуллова регулярно освещает журналист газеты «Коммерсантъ» Елена Киселёва.

### «Поток Интер»
В 2014 приобрёл половину производителя установок обеззараживания воздуха «Поток», оценив объём дальнейших инвестиций в компанию в 200 миллионов долларов на ближайшие три года. По словам Загидуллова, продукция «Поток Интер» не имеет аналогов, уничтожает любые микроорганизмы (в том числе, вирусы), пропуская их через напряжённое электрическое поле, и запатентована в России, ЕС и США. На сайте компании указано, что обеззараживание воздуха происходит благодаря эффекту электропорации клеточной мембраны микроорганизма. «Поток Интер» является стабильно убыточным предприятием — общий убыток за 2013—2018 гг. составил 500 млн руб. В 2016 году компания намеревалась признать себя банкротом.

### Еврокаппа
Загидуллов является основным владельцем ООО «Сан Смайл» (торговый знак «Еврокаппа»).
В 2016 году компания купила действующую клинику на 18 кресел, в результате чего показывала отрицательный баланс: убытки за 2017 и 2018 гг. составили 16,8 и 85,2 млн руб. соответственно.